# Copa de la Liga de Inglaterra 2009-10
La Copa de la Liga de Inglaterra 2009-10 o Carling Cup 2009-10 fue la 50.ª edición de este torneo.
92 Equipos de los Niveles 1-4 de Inglaterra (Premier League, Football League Championship, Football League One & Football League Two) participaron en este torneo.
El ganador obtendrá el derecho de jugar en la Liga Europa de la UEFA 2010-11 partiendo de la Tercera Ronda si es que no se había clasificado a ninguna competición europea.

## Equipos participantes
Premier League:
| - Arsenal - Aston Villa - Birmingham City - Blackburn Rovers - Bolton - Burnley - Chelsea - Everton - Fulham - Hull City | - Liverpool - Manchester City - Manchester United - Portsmouth - Stoke City - Sunderland - Tottenham Hotspur - West Ham - Wigan Athletic - Wolverhampton Wanderers |

Football League Championship:
| - Barnsley FC - Blackpool FC - Bristol City - Cardiff City - Coventry City - Crystal Palace - Derby County - Doncaster Rovers - Ipswich Town - Leicester City - Middlesbrough - Newcastle | - Nottingham Forest - Peterborough United - Plymouth Argyle - Preston North End - Queens Park Rangers - Reading FC - Scunthorpe United - Sheffield United - Sheffield Wednesday - Swansea City - Watford FC - West Bromwich Albion |

Football League One:
| - Brentford - Brighton & Hove Albion - Bristol Rovers - Carlisle United - Charlton Athletic - Colchester United - Exeter City - Gillingham - Hartlepool United - Huddersfield Town - Leeds United - Leyton Orient | - Millwall - Milton Keynes Dons - Norwich City - Oldham Athletic - Southampton - Southend United - Stockport County - Swindon Town - Tranmere Rovers - Walsall - Wycombe Wanderers - Yeovil Town |

Football League Two:
| - Accrington Stanley - Aldershot Town - Barnet - Bournemouth - Bradford City - Burton Albion - Bury - Cheltenham Town - Chesterfield - Crewe Alexandra - Dagenham & Redbridge - Darlington | - Grimsby Town - Hereford United - Lincoln City - Macclesfield Town - Morecambe - Northampton Town - Notts County - Port Vale - Rochdale - Rotherham United - Shrewsbury Town - Torquay United |

## Primera ronda
El sorteo de la Primera ronda tuvo lugar el 16 de junio de 2009. Los juegos se disputaron el 10 de agosto de 2009.
70 de los 72 equipos de la Football League Championship, Football League One & Football League Two disputarán esta ronda.
Sólo Middlesbrough y Newcastle se clasificaron directamente a la Segunda ronda.
| N.º | Local               | Marcador | Visitante            | Asistencia |
| --- | ------------------- | -------- | -------------------- | ---------- |
| 1   | Accrington Stanley  | 2-1      | Walsall              | 1,041      |
| 2   | Huddersfield Town   | 3-1      | Stockport County     | 5,120      |
| 3   | Rotherham United    | 2-1      | Derby County         | 4,345      |
| 4   | Tranmere Rovers     | 4-0      | Grimsby Town         | 3,527      |
| 5   | Sheffield Wednesday | 3-0      | Rochdale             | 6,696      |
| 6   | Bury                | 0-2      | West Bromwich Albion | 3,077      |
| 7   | Notts County        | 0-1      | Doncaster Rovers     | 4,893      |
| 8   | Lincoln City        | 0-1      | Barnsley             | 3,635      |
| 9   | Scunthorpe United   | 2-1      | Chesterfield         | 2,501      |
| 10  | Coventry City       | 0-1      | Hartlepool United    | 6,055      |
| 11  | Darlington          | 0-1      | Leeds United         | 4,487      |
| 12  | Preston North End   | 5-1      | Morecambe            | 5,407      |
| 13  | Crewe Alexandra     | 1-2      | Blackpool            | 2,991      |
| 14  | Carlisle United     | 1-0      | Oldham Athletic      | 2,509      |
| 15  | Nottingham Forest   | 3-0      | Bradford City        | 4,639      |
| 16  | Macclesfield Town   | 0-2      | Leicester City       | 2,197      |
| 17  | Sheffield United    | 1-2      | Port Vale            | 7,627      |

| N.º | Local              | Marcador        | Visitante              | Asistencia |
| --- | ------------------ | --------------- | ---------------------- | ---------- |
| 1   | Cardiff City       | 3-1             | Dagenham & Redbridge   | 5,545      |
| 2   | Wycombe Wanderers  | 0-4             | Peterborough United    | 2,078      |
| 3   | Southampton        | 2-0             | Northampton Town       | 10,921     |
| 4   | Barnet             | 0-2             | Watford                | 3,139      |
| 5   | Hereford United    | 1-0             | Charlton Athletic      | 2,017      |
| 6   | Bristol Rovers     | 2-1             | Aldershot Town         | 3,644      |
| 7   | Millwall           | 4-0             | Bournemouth            | 3,552      |
| 8   | Gillingham         | 2-1             | Plymouth Argyle        | 3,306      |
| 9   | Colchester United  | 1-2             | Leyton Orient          | 3,308      |
| 10  | Reading            | 5-1             | Burton Albion          | 5,893      |
| 11  | Exeter City        | 0-5             | Queens Park Rangers    | 4,614      |
| 12  | Cheltenham Town    | 1-2             | Southend United        | 1918       |
| 13  | Brentford          | 0-1             | Bristol City           | 3,024      |
| 14  | Yeovil Town        | 0-4             | Norwich City           | 3,860      |
| 15  | Crystal Palace     | 2-1             | Torquay United         | 3,140      |
| 16  | Milton Keynes Dons | 1-4             | Swindon Town           | 4,812      |
| 17  | Swansea City       | 3-0             | Brighton & Hove Albion | 6,400      |
| 18  | Shrewsbury Town    | 3-3 (2-4 en p.) | Ipswich Town           | 4,184      |

1. 1 2 3  Resultado tras la prórroga.

## Segunda ronda
En esta ronda participaron 50 equipos: 13 que ingresan en esta ronda de la Premier League sin que jueguen en alguna competición continental, 2 equipos de la Football League Championship clasificados directamente a esta ronda (Middlesbrough y Newcastle) además de los 35 ganadores de la Primera ronda. Los partidos se jugaron el 24 de agosto de 2009.
| N.º | Local                   | Marcador        | Visitante           | Asistencia |
| --- | ----------------------- | --------------- | ------------------- | ---------- |
| 1   | West Bromwich Albion    | 4-3             | Rotherham United    | 10,659     |
| 2   | Norwich City            | 1-4             | Sunderland          | 12,345     |
| 3   | Tranmere Rovers         | 0-1             | Bolton              | 5,381      |
| 4   | Queens Park Rangers     | 2-1             | Accrington Stanley  | 5,203      |
| 5   | Bristol City            | 0-2             | Carlisle United     | 6,359      |
| 6   | Leyton Orient           | 0-1             | Stoke City          | 2,742      |
| 7   | Port Vale               | 2-0             | Sheffield Wednesday | 6,667      |
| 8   | Hull City               | 3-1             | Southend United     | 7,994      |
| 9   | Leeds United            | 2-1             | Watford             | 14,681     |
| 10  | Cardiff City            | 3-1             | Bristol Rovers      | 9,767      |
| 11  | Portsmouth              | 4-1             | Hereford United     | 6,645      |
| 12  | Crystal Palace          | 0-2             | Manchester City     | 14,725     |
| 13  | Wolverhampton Wanderers | 0-0 (6-5 en p.) | Swindon Town        | 11,416     |

| N.º | Local               | Marcador | Visitante         | Asistencia |
| --- | ------------------- | -------- | ----------------- | ---------- |
| 14  | Gillingham          | 1-3      | Blackburn Rovers  | 7,203      |
| 15  | Blackpool           | 4-1      | Wigan Athletic    | 8,089      |
| 16  | Southampton         | 1-2      | Birmingham City   | 11,753     |
| 17  | Preston North End   | 2-1      | Leicester City    | 6,977      |
| 18  | Newcastle United    | 4-3      | Huddersfield Town | 23,815     |
| 19  | West Ham United     | 3-1      | Millwall          | 24,492     |
| 20  | Hartlepool United   | 1-2      | Burnley           | 3,501      |
| 21  | Nottingham Forest   | 2-1      | Middlesbrough     | 8,838      |
| 22  | Reading             | 1-2      | Barnsley          | 5,576      |
| 23  | Swansea City        | 1-2      | Scunthorpe United | 7,321      |
| 24  | Doncaster Rovers    | 1-5      | Tottenham Hotspur | 12,923     |
| 25  | Peterborough United | 2-1      | Ipswich Town      | 5,451      |

1. 1 2 3 4  Resultado tras la prórroga.

## Tercera ronda
Los partidos se jugaron el 21 de septiembre de 2009.
En esta ronda participan: Los 7 equipos que participan en alguna competencia europea y los 25 equipos ganadores de la Segunda ronda.
| N.º | Local             | Marcador | Visitante               | Asistencia |
| --- | ----------------- | -------- | ----------------------- | ---------- |
| 1   | Arsenal           | 2-0      | West Bromwich Albion    | 56,592     |
| 2   | Chelsea           | 1-0      | Queens Park Rangers     | 37,781     |
| 3   | Bolton            | 3-1      | West Ham United         | 8,050      |
| 4   | Barnsley          | 3-2      | Burnley                 | 6,270      |
| 5   | Hull City         | 0-4      | Everton                 | 13,558     |
| 6   | Leeds United      | 0-1      | Liverpool               | 38,168     |
| 7   | Manchester United | 1-0      | Wolverhampton Wanderers | 51,160     |
| 8   | Manchester City   | 2-1      | Fulham                  | 24,507     |

| N.º | Local               | Marcador | Visitante         | Asistencia |
| --- | ------------------- | -------- | ----------------- | ---------- |
| 9   | Sunderland          | 2-0      | Birmingham City   | 20,576     |
| 10  | Peterborough United | 2-0      | Newcastle United  | 10,298     |
| 11  | Carlisle United     | 1-3      | Portsmouth        | 7,042      |
| 12  | Nottingham Forest   | 0-1      | Blackburn Rovers  | 11,553     |
| 13  | Stoke City          | 4-3      | Blackpool         | 13,957     |
| 14  | Scunthorpe United   | 2-0      | Port Vale         | 3,383      |
| 15  | Preston North End   | 1-5      | Tottenham Hotspur | 16,533     |
| 16  | Aston Villa         | 1-0      | Cardiff City      | 22,527     |

1. 1 2 3  Resultado tras la prórroga.

## Fase final
La fase final inició con los Octavos de final el 26 de octubre de 2009 y terminó el 28 de febrero de 2010, día en que se efectuó la Final.
|  | Octavos de final           | Octavos de final           | Octavos de final           |                         |       | Cuartos de final           | Cuartos de final           | Cuartos de final           |  |  | Semifinales                      | Semifinales                      | Semifinales                      |  |  | Final                 | Final                 | Final                 |
|  | 27 y 28 de octubre de 2009 | 27 y 28 de octubre de 2009 | 27 y 28 de octubre de 2009 |                         |       | 1 y 2 de diciembre de 2009 | 1 y 2 de diciembre de 2009 | 1 y 2 de diciembre de 2009 |  |  | 14, 19, 20 y 27 de enero de 2010 | 14, 19, 20 y 27 de enero de 2010 | 14, 19, 20 y 27 de enero de 2010 |  |  | 28 de febrero de 2010 | 28 de febrero de 2010 | 28 de febrero de 2010 |
|  |                            |                            |                            |                         |       |                            |                            |                            |  |  |                                  |                                  |                                  |  |  |                       |                       |                       |
|  |                            |                            |                            |                         |       |                            |                            |                            |  |  |                                  |                                  |                                  |  |  |                       |                       |                       |
|  |                            |                            |                            |                         |       |                            |                            |                            |  |  |                                  |                                  |                                  |  |  |                       |                       |                       |
|  | Portsmouth                 | 4                          | -                          |                         |       |                            |                            |                            |  |  |                                  |                                  |                                  |  |  |                       |                       |                       |
|  | Portsmouth                 | 4                          | -                          |                         |       |                            |                            |                            |  |  |                                  |                                  |                                  |  |  |                       |                       |                       |
|  | Stoke City                 | 0                          | -                          |                         |       |                            |                            |                            |  |  |                                  |                                  |                                  |  |  |                       |                       |                       |
|  | Stoke City                 | 0                          | -                          | Portsmouth              | 2     | -                          |                            |                            |  |  |                                  |                                  |                                  |  |  |                       |                       |                       |
|  |                            |                            |                            |                         | 2     | -                          |                            |                            |  |  |                                  |                                  |                                  |  |  |                       |                       |                       |
|  |                            | Aston Villa                | 4                          | -                       |       |                            |                            |                            |  |  |                                  |                                  |                                  |  |  |                       |                       |                       |
|  | Sunderland                 | Aston Villa                | 4                          | -                       | 0 (1) | -                          |                            |                            |  |  |                                  |                                  |                                  |  |  |                       |                       |                       |
|  | Sunderland                 |                            |                            |                         | 0 (1) | -                          |                            |                            |  |  |                                  |                                  |                                  |  |  |                       |                       |                       |
|  | Aston Villa (pen.)         | 0 (3)                      | -                          |                         |       |                            |                            |                            |  |  |                                  |                                  |                                  |  |  |                       |                       |                       |
|  | Aston Villa (pen.)         | 0 (3)                      | -                          | Aston Villa             | 1     | 6                          |                            |                            |  |  |                                  |                                  |                                  |  |  |                       |                       |                       |
|  |                            |                            |                            |                         | 1     | 6                          |                            |                            |  |  |                                  |                                  |                                  |  |  |                       |                       |                       |
|  |                            | Blackburn Rovers           | 0                          | 4                       |       |                            |                            |                            |  |  |                                  |                                  |                                  |  |  |                       |                       |                       |
|  | Blackburn Rovers           | Blackburn Rovers           | 0                          | 4                       | 5     | -                          |                            |                            |  |  |                                  |                                  |                                  |  |  |                       |                       |                       |
|  | Blackburn Rovers           |                            |                            |                         | 5     | -                          |                            |                            |  |  |                                  |                                  |                                  |  |  |                       |                       |                       |
|  | Peterborough United        | 2                          | -                          |                         |       |                            |                            |                            |  |  |                                  |                                  |                                  |  |  |                       |                       |                       |
|  | Peterborough United        | 2                          | -                          | Blackburn Rovers (pen.) | 3 (4) | -                          |                            |                            |  |  |                                  |                                  |                                  |  |  |                       |                       |                       |
|  |                            |                            |                            |                         | 3 (4) | -                          |                            |                            |  |  |                                  |                                  |                                  |  |  |                       |                       |                       |
|  |                            | Chelsea                    | 3 (3)                      | -                       |       |                            |                            |                            |  |  |                                  |                                  |                                  |  |  |                       |                       |                       |
|  | Chelsea                    | Chelsea                    | 3 (3)                      | -                       | 4     | -                          |                            |                            |  |  |                                  |                                  |                                  |  |  |                       |                       |                       |
|  | Chelsea                    |                            |                            |                         | 4     | -                          |                            |                            |  |  |                                  |                                  |                                  |  |  |                       |                       |                       |
|  | Bolton                     | 0                          | -                          |                         |       |                            |                            |                            |  |  |                                  |                                  |                                  |  |  |                       |                       |                       |
|  | Bolton                     | 0                          | -                          | Aston Villa             | 1     |                            |                            |                            |  |  |                                  |                                  |                                  |  |  |                       |                       |                       |
|  |                            |                            |                            |                         | 1     |                            |                            |                            |  |  |                                  |                                  |                                  |  |  |                       |                       |                       |
|  |                            | Manchester United          | 2                          |                         |       |                            |                            |                            |  |  |                                  |                                  |                                  |  |  |                       |                       |                       |
|  | Barnsley                   | Manchester United          | 2                          | 0                       | -     |                            |                            |                            |  |  |                                  |                                  |                                  |  |  |                       |                       |                       |
|  | Barnsley                   |                            |                            |                         | -     |                            |                            |                            |  |  |                                  |                                  |                                  |  |  |                       |                       |                       |
|  | Manchester United          | 2                          | -                          |                         |       |                            |                            |                            |  |  |                                  |                                  |                                  |  |  |                       |                       |                       |
|  | Manchester United          | 2                          | -                          | Manchester United       | 2     | -                          |                            |                            |  |  |                                  |                                  |                                  |  |  |                       |                       |                       |
|  |                            |                            |                            |                         | 2     | -                          |                            |                            |  |  |                                  |                                  |                                  |  |  |                       |                       |                       |
|  |                            | Tottenham Hotspur          | 0                          | -                       |       |                            |                            |                            |  |  |                                  |                                  |                                  |  |  |                       |                       |                       |
|  | Tottenham Hotspur          | Tottenham Hotspur          | 0                          | -                       | 2     | -                          |                            |                            |  |  |                                  |                                  |                                  |  |  |                       |                       |                       |
|  | Tottenham Hotspur          |                            |                            |                         | 2     | -                          |                            |                            |  |  |                                  |                                  |                                  |  |  |                       |                       |                       |
|  | Everton                    | 0                          | -                          |                         |       |                            |                            |                            |  |  |                                  |                                  |                                  |  |  |                       |                       |                       |
|  | Everton                    | 0                          | -                          | Manchester United       | 1     | 3                          |                            |                            |  |  |                                  |                                  |                                  |  |  |                       |                       |                       |
|  |                            |                            |                            |                         | 1     | 3                          |                            |                            |  |  |                                  |                                  |                                  |  |  |                       |                       |                       |
|  |                            | Manchester City            | 2                          | 1                       |       |                            |                            |                            |  |  |                                  |                                  |                                  |  |  |                       |                       |                       |
|  | Manchester City            | Manchester City            | 2                          | 1                       | 5     | -                          |                            |                            |  |  |                                  |                                  |                                  |  |  |                       |                       |                       |
|  | Manchester City            |                            |                            |                         | 5     | -                          |                            |                            |  |  |                                  |                                  |                                  |  |  |                       |                       |                       |
|  | Scunthorpe United          | 1                          | -                          |                         |       |                            |                            |                            |  |  |                                  |                                  |                                  |  |  |                       |                       |                       |
|  | Scunthorpe United          | 1                          | -                          | Manchester City         | 3     | -                          |                            |                            |  |  |                                  |                                  |                                  |  |  |                       |                       |                       |
|  |                            |                            |                            |                         | 3     | -                          |                            |                            |  |  |                                  |                                  |                                  |  |  |                       |                       |                       |
|  |                            | Arsenal                    | 0                          | -                       |       |                            |                            |                            |  |  |                                  |                                  |                                  |  |  |                       |                       |                       |
|  | Arsenal                    | Arsenal                    | 0                          | -                       | 2     | -                          |                            |                            |  |  |                                  |                                  |                                  |  |  |                       |                       |                       |
|  | Arsenal                    |                            |                            |                         | 2     | -                          |                            |                            |  |  |                                  |                                  |                                  |  |  |                       |                       |                       |
|  | Liverpool                  | 1                          | -                          |                         |       |                            |                            |                            |  |  |                                  |                                  |                                  |  |  |                       |                       |                       |

### Octavos de final
| 27 de octubre de 2009 | Portsmouth                                | 4:0 (1:0) | Stoke City | Fratton Park, Portsmouth        |                                 |
|                       | Piquionne 17' 59' · Webber 55' · Kanu 81' |           |            | Asistencia: 11,251 espectadores | Asistencia: 11,251 espectadores |

| 27 de octubre de 2009 | Sunderland | 0:0 (t. s.)(1:3 p.) | Aston Villa | Stadium of Light, Sunderland    |  |
|                       |            |                     |             | Asistencia: 27,666 espectadores |  |

| 27 de octubre de 2009 | Blackburn Rovers                                                              | 5:2 (2:1) | Peterborough United      | Ewood Park, Blackburn          |                                |
|                       | Pedersen 4' · Reid 45' (pen) · Salgado 57' · McCarthy 72' · Kalinic 74' (pen) |           | Whelpdale 17' · Boyd 50' | Asistencia: 8,419 espectadores | Asistencia: 8,419 espectadores |

| 28 de octubre de 2009 | Chelsea                                                 | 4:0 (2:0) | Bolton | Stamford Bridge, Londres        |                                 |
|                       | Salomon Kalou 17' · Malouda 26' · Deco 67' · Drogba 89' |           |        | Asistencia: 41,538 espectadores | Asistencia: 41,538 espectadores |

| 27 de octubre de 2009 | Barnsley | 0:2 (0:1) | Manchester United     | Oakwell Stadium, Barnsley                             |                                                       |
|                       |          |           | Welbeck 6' · Owen 59' | Asistencia: 20,019 espectadores Árbitro(s): Chris Foy | Asistencia: 20,019 espectadores Árbitro(s): Chris Foy |

| 27 de octubre de 2009 | Tottenham Hotspur           | 2:0 (1:0) | Everton | White Hart Lane, Londres                              |                                                       |
|                       | Huddlestone 31' · Keane 57' |           |         | Asistencia: 35,843 espectadores Árbitro(s): Lee Mason | Asistencia: 35,843 espectadores Árbitro(s): Lee Mason |

| 28 de octubre de 2009 | Manchester City                                                     | 5:1 (2:1) | Scunthorpe United | Estadio Ciudad de Mánchester, Mánchester |                                 |
|                       | Ireland 3' · Santa Cruz 38' · Lescott 56' · Tévez 71' · Johnson 77' |           | Forte 26'         | Asistencia: 36,358 espectadores          | Asistencia: 36,358 espectadores |

| 28 de octubre de 2009 | Arsenal                   | 2:1 (1:1) | Liverpool | Emirates Stadium, Londres       |                                 |
|                       | Mérida 19' · Bendtner 50' |           | Insua 26' | Asistencia: 60,004 espectadores | Asistencia: 60,004 espectadores |

### Cuartos de final
| 1 de diciembre de 2009 | Portsmouth                   | 2:4 (1:2) | Aston Villa                                       | Fratton Park, Portsmouth                              |                                                       |
|                        | Petrov 10' (a.g.) · Kanu 87' |           | Heskey 12' · Milner 27' · Downing 74' · Young 89' | Asistencia: 17,034 espectadores Árbitro(s): Lee Mason | Asistencia: 17,034 espectadores Árbitro(s): Lee Mason |

| 2 de diciembre de 2009 | Blackburn Rovers                                  | 3:3 (2:2, 1:0) (t. s.)(4:3 p.) | Chelsea                                       | Ewood Park, Blackburn                                  |                                                        |
|                        | Kalinić 9' · Emerton 64' · McCarthy 93' (pen.)    |                                | Drogba 48' · Kalou 52' · Ferreira 120+2'      | Asistencia: 18,136 espectadores Árbitro(s): Alan Wiley | Asistencia: 18,136 espectadores Árbitro(s): Alan Wiley |
|                        |                                                   | Tiros desde el punto penal     |                                               |                                                        |                                                        |
|                        | McCarthy · Emerton · Grella · Kalinić · Hoilett · |                                | Ballack · Drogba · Malouda · Zhirkov · Kakuta |                                                        |                                                        |

| 1 de diciembre de 2009 | Manchester United | 2:0 (2:0) | Tottenham Hotspur | Old Trafford, Mánchester                                     |                                                              |
|                        | Gibson 16' 38'    |           |                   | Asistencia: 57,212 espectadores Árbitro(s): Mark Clattenburg | Asistencia: 57,212 espectadores Árbitro(s): Mark Clattenburg |

| 2 de diciembre de 2009 | Manchester City                             | 3:0 (0:0) | Arsenal | Estadio Ciudad de Mánchester, Mánchester              |                                                       |
|                        | Tévez 50' · Wright-Phillips 69' · Weiss 89' |           |         | Asistencia: 46,015 espectadores Árbitro(s): Chris Foy | Asistencia: 46,015 espectadores Árbitro(s): Chris Foy |

### Semifinales

#### Ida
| 14 de enero de 2010 | Blackburn Rovers | 0:1 (0:1) | Aston Villa | Ewood Park, Blackburn                                        |                                                              |
|                     |                  |           | Milner 23'  | Asistencia: 18,595 espectadores Árbitro(s): Mark Clattenburg | Asistencia: 18,595 espectadores Árbitro(s): Mark Clattenburg |

| 19 de enero de 2010 | Manchester City             | 2:1 (1:1) | Manchester United | Old Trafford, Mánchester                              |                                                       |
|                     | Carlos Tévez 42' (pen.) 65' |           | Ryan Giggs 17'    | Asistencia: 46,067 espectadores Árbitro(s): Mike Dean | Asistencia: 46,067 espectadores Árbitro(s): Mike Dean |

#### Vuelta
El Aston Villa avanza por marcador global de 7-4.
| 20 de enero de 2010 | Aston Villa                                                                                            | 6:4 (2:2) | Blackburn Rovers                           | Villa Park, Birmingham                                      |                                                             |
|                     | Warnock 30' · Milner 40' · N'Zonzi 53' (a.g.) · Agobnlahor 58' · Emile Heskey 62' · Ashley Young 90+3' |           | Kalinić 10' 26' · Olsson 63' · Emerton 84' | Asistencia: 40,406 espectadores Árbitro(s): Martin Atkinson | Asistencia: 40,406 espectadores Árbitro(s): Martin Atkinson |

El Manchester United avanza por marcador global de 4-3.
| 27 de enero de 2010 | Manchester United                      | 3:1 (0:0) | Manchester City | Old Trafford, Mánchester                                |                                                         |
|                     | Scholes 52' · Carrick 71' · Rooney 92' |           | Tévez 76'       | Asistencia: 74,576 espectadores Árbitro(s): Howard Webb | Asistencia: 74,576 espectadores Árbitro(s): Howard Webb |

### Final
| 28 de febrero de 2010 | Aston Villa      | 1:2 (1:1) | Manchester United     | Nuevo Estadio de Wembley, Londres                     |                                                       |
|                       | Milner 5' (pen.) |           | Owen 12' · Rooney 74' | Asistencia: 88,596 espectadores Árbitro(s): Phil Dowd | Asistencia: 88,596 espectadores Árbitro(s): Phil Dowd |

| 1          | POR        | Brad Fiedel        |     |
| 24         | DEF        | Carlos Cuéllar     | 80' |
| 29         | DEF        | James Collins      |     |
| 5          | DEF        | Richard Dunne      |     |
| 25         | DEF        | Stephen Warnock    |     |
| 7          | MED        | Ashley Young       |     |
| 8          | MED        | James Milner       |     |
| 19         | MED        | Stiliyan Petrov    |     |
| 6          | MED        | Stewart Downing    |     |
| 11         | DEL        | Gabriel Agbonlahor |     |
| 18         | DEL        | Emile Heskey       |     |
| Entrenador | Entrenador | Martin O'Neill     |     |

| 29         | POR        | Tomasz Kuszczak   |     |
| 21         | DEF        | Rafael da Silva   | 66' |
| 15         | DEF        | Nemanja Vidić     |     |
| 23         | DEF        | Jonny Evans       |     |
| 3          | DEF        | Patrice Evra      |     |
| 25         | MED        | Antonio Valencia  |     |
| 16         | MED        | Michael Carrick   |     |
| 24         | MED        | Darren Fletcher   |     |
| 13         | MED        | Park Ji-Sung      | 85' |
| 9          | DEL        | Dimitar Berbatov  |     |
| 7          | DEL        | Michael Owen      | 42' |
| Entrenador | Entrenador | Sir Alex Ferguson |     |

| 10 | DEL | John Carew | 80' |

| 10 | DEL | Wayne Rooney  | 42' |
| 2  | DEF | Gary Neville  | 66' |
| 28 | MED | Darron Gibson | 85' |

| Anotado · Penal | 5' | James Milner | 1-0 |

|  | 12' | Michael Owen | 1-1 |
|  | 74' | Wayne Rooney | 1-2 |

|  | 11' | James Collins   |
|  | 18' | Stewart Downing |

|  | 41' | Patrice Evra  |
|  | 68' | Nemanja Vidić |
|  |     |               |

| 1          | POR        | Brad Fiedel        |     |
| 24         | DEF        | Carlos Cuéllar     | 80' |
| 29         | DEF        | James Collins      |     |
| 5          | DEF        | Richard Dunne      |     |
| 25         | DEF        | Stephen Warnock    |     |
| 7          | MED        | Ashley Young       |     |
| 8          | MED        | James Milner       |     |
| 19         | MED        | Stiliyan Petrov    |     |
| 6          | MED        | Stewart Downing    |     |
| 11         | DEL        | Gabriel Agbonlahor |     |
| 18         | DEL        | Emile Heskey       |     |
| Entrenador | Entrenador | Martin O'Neill     |     |

| 29         | POR        | Tomasz Kuszczak   |     |
| 21         | DEF        | Rafael da Silva   | 66' |
| 15         | DEF        | Nemanja Vidić     |     |
| 23         | DEF        | Jonny Evans       |     |
| 3          | DEF        | Patrice Evra      |     |
| 25         | MED        | Antonio Valencia  |     |
| 16         | MED        | Michael Carrick   |     |
| 24         | MED        | Darren Fletcher   |     |
| 13         | MED        | Park Ji-Sung      | 85' |
| 9          | DEL        | Dimitar Berbatov  |     |
| 7          | DEL        | Michael Owen      | 42' |
| Entrenador | Entrenador | Sir Alex Ferguson |     |

| 10 | DEL | John Carew | 80' |

| 10 | DEL | Wayne Rooney  | 42' |
| 2  | DEF | Gary Neville  | 66' |
| 28 | MED | Darron Gibson | 85' |

| Anotado · Penal | 5' | James Milner | 1-0 |

|  | 12' | Michael Owen | 1-1 |
|  | 74' | Wayne Rooney | 1-2 |

|  | 11' | James Collins   |
|  | 18' | Stewart Downing |

|  | 41' | Patrice Evra  |
|  | 68' | Nemanja Vidić |
|  |     |               |

|                                     |
| Bandera de Inglaterra               |
| Campeón Manchester United 4° título |

## Premio
El Premio lo reciben 4 equipos: El campeón, Manchester United gana £100,000, el subcampeón, Aston Villa recibe £50,000 y los semifinalistas Blackburn Rovers y Manchester City ganan £25,000 cada uno.
| Predecesor: Copa de la Liga de Inglaterra 2008-09 | Copa de la Liga de Inglaterra 2009-10 L edición | Sucesor: Copa de la Liga de Inglaterra 2010-11 |

- Datos: Q523996